# پاول چوبانیان
پاول چوبانیان (ارمنی: Պավել Աշոտի Չոբանյան؛ ۱۵ مارس ۱۹۴۸ – درگذشته ۱۹ مهٔ ۲۰۱۷) خاورشناس، تاریخ‌نگار اهل ارمنستان بود.

## زندگی‌نامه
وی در ۱۵ مارس ۱۹۴۸ در گوی‌گول به دنیا آمد و در سال ۱۹۷۳ از دانشکده باستان‌شناسی، قوم‌نگاری و مطالعات منبع دانشگاه دولتی ایروان فارغ‌التحصیل شد. از ۱۹۷۴ تا ۱۹۷۶ Institute of Oriental Studies of the National Academy of Sciences. چوبانیان دستور زبان زبان گرجی باستان نوشته ای. شانیزده را ترجمه و منتشر نمود. پس از جمع‌آوری تعدادی زیادی منبع از بایگانی‌ها و کتابخانه‌های تفلیس و مسکو در سال ۱۹۸۱ پژوهش خویش را تحت عنوان یادداشت‌های سفر گرجیان و اطلاعات آنها درباره ارمنیان  منتشر نمود. در سال ۲۰۰۶ تک پژوهش چوبانیان تحت عنوان روابط ارمنیان-روس ها-گرجیان در نیمه دوم سده ۱۸ میلادی منتشر شد. از سال ۲۰۱۳ پاول چوبانیان سمت سرویراستاری هیئت تحریریه نشریه بین‌المللی علمی مطالعات ارمنی در اختیار داشت و یازده شماره از این نشریه را نیز ویرایش نمود. در طول فعالیت آکادمی خویش سخنرانی شنیده شد. وی همچنین برندهٔ جوایزی همچون مدال گارگین نژده شده‌است.

## درگذشت
وی در ۱۹ مهٔ ۲۰۱۷ در سن ۶۹ سالگی در ایروان درگذشت.

## یادداشت
1. ↑  Georgian travel notes and their information about Armenians
2. ↑  Armenian-Russian-Georgian relationships in the second half of the 18th century